# Jaime Camil
Jaime Camil, född 24 augusti 1972, är en mexiansk skådespelare. Han är mest känd för sin roll som Rogelio de la Vega i tv-serien Jane the Virgin.